# Каменной, Сергей Николаевич
Сергей Николаевич Каменной  — советский и украинский художник-график.

## Биография
Родился 29 мая 1959 года в городе Харьков в семье художника. С 1974 по 1978 год учился в Харьковском художественном училище. В 1983 году окончил Харьковский художественно-промышленный институт, отделение станковой графики. Основные преподаватели — С. Беседин, В. Игумецев, О. Векленко, О. Юрченко, Ю. Стаханов.
С 1988 член Союза художников Украины. Живет и работает во Франции. Член союза художников Франции.

## Персональные выставки
- 2008 — Музей Оскара Кокошки, Пёхларн, Австрия
- 2008 — Музей Эгона Шиле, Австрия
- 2004-2005 — Grenier à Sel, Онфлер, Франция.
- 2004 — галерея «Brunstingerhof», Бейлен, Голландия.
- 2001 — галерея «ART-L», Москва.
- 2000 — «Австрийские авиалинии», Москва.
- 1999-2001 — галерея «Nefa», Вельс, Австрия.
- 1997-1999 — Центральный Дом Художника, Москва.

## Групповые выставки
- 2012        Выставка "Анонимус", ПЕРММ, Пермь
- 2012        Выставка "РОДИНА", Новосибирск
- 2012        Выставка "РОДИНА", Красноярск
- 2012        Выставка "РОДИНА", ПЕРММ, Пермь
- 2010	      Биеннале графики "Бумеранг", ПЕРММ, Пермь
- 2010        Выставка "ИКОНОСТАС", Плези-Робансон, Франция
- 2010 «The Middle Ages, или Готика XXI века», Москва[4]
- 2009 Международный арт симпозиум « Atelier an der Donau », Пехларн, Австрия
- 2009 Landhausgalerie, St. Polten, Австрия
- 2009 Музей Оскара Кокошки, Австрия
- 2009 Муниципальная галерея, Пловдив, Болгария
- 2008 Приз Кандинского, Москва, Россия
- 2008 «Landhausgalerie», St. Polten, Австрия
- 2008 Международная ярмарка современного искусства «PulsArt», Ман, Франция
- 2008 Муниципальный музей, Требич, Чехия
- 2007 IV Новосибирская Международная Биеннале современной графики, Россия
- 2007 Городской музей, г. Ридлинген, Германия
- 2007 Международный симпозиум «Atelier an der Donau», Пёхларн, Австрия
- 2007 Европейская ярмарка современного искусства ART.METZ, Мец, Франция.
- 2007 «l’espace Triennal», Шамалье, Франция.
- 2004-06 «Осенний салон», Париж, Франция.
- 2004 Арт Салон S.N.B.A., Париж, Франция.
- 1999-01 Международный художественный салон. ЦДХ, Москва.
- 1999—2000 Ежегодная международная ярмарка " Арт Манеж ", Москва.
- 1997 IX международная биеннале Графики, Варна, Болгария.
- 1994 XV международная выставка экс-либриса, Мальборк, Польша.
- 1994 «Mini Art»,Торонто, Канада.
- 1991 XIV международная выставка экс-либриса, Мальборк, Польша.
- 1984 «Mini Art»,Торонто, Канада.
- 1984 Всесоюзная выставка студенческих дипломов художественных институтов.
- 1984-90 Участник республиканских выставок, Украина.

## Публичные коллекции
- Харьковский художественный музей;
- Муниципальная галерея, г. Харьков;
- Национальный музей Украины, г. Киев;
- Полтавский Художественный музей;
- Государственный Художественный музей им. Н. В. Нестерова, Уфа, Башкортостан;
- Государственный Художественный музей, г. Новосибирск;
- Музей современного искусства Тренто и Роверето, Италия;
- Мальборкский замок, Польша;
- Министерство Культуры СССР;
- Министерство Культуры Украины;
- Союз художников СССР;
- Российский Фонд Культуры.